# 花斑长旋螺属
花斑长旋螺属（学名：Marmorofusus）是旋螺科的一個腹足綱軟體動物的屬。本屬的舊有物種原來皆被視為是花斑长旋螺的同種異名，當時屬於纺锤螺属。現時舊有物種被分為兩個不同物種之餘，再加入三個新的物種。

## 物種
- 布氏花斑長旋螺 Marmorofusus brenchleyi (Baird, 1873)[4]
- Marmorofusus hedleyi Snyder & Lyons, 2014
- Marmorofusus matteus Snyder & Lyons, 2014
- Marmorofusus natalensis Snyder & Lyons, 2014
- 花斑长旋螺 Marmorofusus nicobaricus (Röding, 1798)[5][6]

## 型態描述
螺殼呈拉长的纺锤形，两端尖细。
殼的尺小從75 mm到180 mm不等。
螺层约10层，缝合线明显。
壳面布有较强的螺肋，并且有细的间肋。
在每一螺层的肩部有强或弱的角状结节突起。
壳表灰白色，其上有纵走呈波状的紫褐色花纹。
壳口卵圆形，内面白色。
轴唇具褶叠。前沟长。

## 分佈
本物種主要分佈於孟加拉灣，但在中、西太平洋也於印度尼西亚、台湾、日本、新畿內亞、澳大利亞的新南威爾士州及夏威夷，常栖息在浅海。